# Distrito de Cutervo
El distrito de Cutervo es uno de los quince que conforman la provincia de Cutervo, ubicada en el departamento de Cajamarca en el Norte del Perú.  
El distrito tiene como capital del ciudad de Cutervo
Desde el punto de vista jerárquico de la Iglesia católica forma parte de la Prelatura de Chota, sufragánea de la Arquidiócesis de Piura.

## Historia
El distrito de Cutervo fue creado en los primeros años de la República de Perú

## Geografía
Tiene una superficie de 422,27 km²

## Autoridades

### Municipales
- 2011 - 2014[2]
  - Alcalde: Segundo Raúl Pinedo Vásquez de la Alianza Cajamarca Siempre Verde - Fuerza 2011.
  - Regidores: Juan Lorenzo Cubas Quispe (Cajamarca Siempre Verde - Fuerza 2011), José Saturnino Robles Machuca (Cajamarca Siempre Verde - Fuerza 2011), Edin Altamirano Herrera (Cajamarca Siempre Verde - Fuerza 2011), Dalila Coronado Cieza (Cajamarca Siempre Verde - Fuerza 2011), Meri Yaquelin Espejo Vásquez (Cajamarca Siempre Verde - Fuerza 2011), Roxana Jacqueline Mera Gálvez (Cajamarca Siempre Verde - Fuerza 2011), Carlos Abdias Vargas Vargas (Cajamarca Siempre Verde - Fuerza 2011), Hugo Valdemar Zúñiga Llatas (Movimiento Regional Fuerza Social Cajamarca), Hermógenes Villanueva Estela (Movimiento de Afirmación Social), Walter Aurelio Guerrero González (Frente Regional de Cajamarca), José Wilson Lozada Salazar (Partido Aprista Peruano).

### Policiales
- Comisario:    PNP

### Religiosas
- Prelatura de Chota[3]
  - Obispo Prelado: Mons. Fortunato Pablo Urcey, OAR